# Коронограф

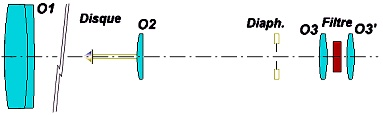
Схема коронографа Ліо

Коронограф (походить від лат. corona — вінець, і γρᾰ́φω, граф — «пишу») — телескоп для реєстрації випромінювання сонячної корони поза смугою затемнень.

## Історія
Яскравість корони на відстані 1,2 радіуса Сонця (від центру диска Сонця) складає 10-6 від яскравості диска Сонця. Тому до 1930-х років спостереження корони проводилися тільки під час повних сонячних затемнень. Численні спроби спостерігати корону, екрануючи диск Сонця штучним «місяцем», що розташований в фокальній площині телескопа, зазнали невдач. Рішення проблеми було знайдено французькім вченим Б. Ліо в 1930 р. Він ретельно вивчив джерела розсіяного світла, що створює сильний фон в інструменті. Спостереження насамперед повинні проводитися при виключно ясному «безореольному» небі. Яскравість неба зазвичай сильно зростає з наближенням до сонячного краю, це і є ореол. Це зростання обумовлено розсіюванням сонячного світла на частинках пилу, водяних краплях і кристалах льоду, що містяться в атмосфері. Вибір місця спостережень високо в горах істотно збільшує кількість безореольних днів, в деякі години знижуючи яскравість неба поблизу Сонця до декількох мільйонних часток величини яскравості сонячного диска (хорошими для спостережень корони вважаються значення в десятки мільйонних часток). Ліо обрав місце у французьких Піренеях на висоті 2900 м, тепер це відома обсерваторія Пік-дю-Міді. Особливу увагу він звернув на розсіювання сонячного світла в об'єктиві інструменту. Джерелами розсіяного світла є: подряпини, пил на поверхнях об'єктива, неоднорідні відхилення поверхні від заданої форми (дефекти полірування); внутрішні неоднорідності скла (так звані «свілі») і повітряні пухирці; багаторазові відбиття світла від оптичних поверхонь; дифракція світла на краях об'єктива. Для того щоб звести до мінімуму вплив цих джерел, Ліо використовував в якості об'єктива плоско-опуклу лінзу, виготовлену з однорідного скла з ретельно відполірованими поверхнями, і сконструював телескоп спеціального типу - коронограф. Він був створений за схемою "внутрішнього затемнення".
Коронограф із зовнішнім затемненням також запропонований Б. Ліо, а виготовлений американськими астрономами Дж. Ньюкерком і Д. Болін в 1964 році. Такий коронограф призначений для роботи в космосі. Спостереження з використанням космічних коронографів сформували сучасні уявлення про еволюцію корональних викидів маси. З 1990-х років елементи коронографічних методів успішно використовуються для вивчення астрономічних об'єктів низької яскравості, локалізованих поблизу яскравих об'єктів, — супутників планет сонячної системи, планет і протопланетних дисків навколо найближчих зірок і т. ін. Розвиток технології виготовлення супергладких дзеркал (з мікрошероховатістю до 5×10-10 м) стимулювало розробки великоапертурних дзеркальних коронографів.

## Типи коронографів Ліо

### Коронограф із внутрішнім затемненням
Схема коронографа Ліо приведена на малюнку. Головний об'єктив О1 будує зображення Сонця на штучному «місяці», який є полірованим металевим конусом, орієнтованим вершиною до об'єктиву. Діаметр основи конуса трохи більше діаметра зображення Сонця. Штучний «місяць» М відбиває сонячне світло так, що воно не потрапляє назад на об'єктив. Безпосередньо за «місяцем» розташована досить суттєва деталь коронографа - лінза поля O2 з фокусною відстанню приблизно в 10 разів меншою, ніж у головного об'єктива. Лінза поля будує зображення головного об'єктиву на діафрагмі L, екранує яскраве кільце, утворене дифрагованим світлом. За діафрагмою L розташований об'єктив О3, який «переносить» зображення наближених до Сонця ділянок неба і корони на фотографічну платівку або щілину спектрографа. В площині діафрагми можна також розташувати невеликі екранчики, що закривають світлі точки, що виникають внаслідок розсіювання на існуючих неоднорідностях і подряпинах. Ліо в своїй схемі розташовував у центрі діафрагми невеликий екран, який закривав яскраву крапку, що утворюється при відбиванні сонячного світла від поверхонь об'єктива. Вимоги щодо лінзи поля та перебудовуючого об'єктиву, не високі. Для гарного об'єктива практично все розсіяне світло визначається дифракційним кільцем, зумовлена ним інтенсивність фону в фокальній площині коронографа на відстані 0,05 - 0,1 Rc від краю зображення «місяця» складає приблизно 1/1000 яскравості Сонця. За умови особливо ретельної підготовки 10-сантиметрового об'єктива Ліо вдавалося знижувати яскравість фону від розсіяного світла до 1-2 мільйонних частки яскравості Сонця. Кількість розсіяного світла залежить від діаметра об'єктива (очевидно, що вона росте трохи швидше, ніж квадрат діаметра).
Однолінзовий об'єктив має значну хроматичну аберацію, його фокусні відстані для випромінювання з різною довжиною хвиль різні. Це не є перешкодою для спостережень корони, оскільки спостереження для збільшення контрастності проводяться в світлі однієї з найбільш яскравих корональних ліній (зазвичай зеленої або червоної), тобто, практично в монохроматичному світлі. Поблизу краю Сонця еквівалентна ширина зеленої корональної лінії становить десятки і може досягати сотень ангстрем. Це означає, що застосування вузького монохроматичного фільтра з шириною смуги пропускання в 1-2 Å (нагадаємо, що ширина зеленої лінії близько 1 Å) може підвищити контрастність спостерігаємого випромінювання корони по відношенню до фону неба в десятки разів. Конструкція такого фільтра була розроблена Ліо, а сам фільтр виготовлений незалежно один від одного трьома дослідниками — Ліо, Еманом і Евансом. У 1966 р. в СРСР був виготовлений найбільший в світі коронограф, що мав 53-сантиметровий об'єктив з фокусом 8 м. Оптична схема і основи механічної конструкції інструмента були розроблені Г. М. Нікольским і А. А. Сазановим. Коронограф встановили на Гірський астрономічній станції Пулковської обсерваторії. Великі коронографи надають можливість детально вивчати особливості внутрішньої корони і хромосфери за умов більшої просторової роздільної спроможності (одна секунда дуги й краще).

### Коронограф із зовнішнім затемненням
У коронографі Ліо штучне затемнення здійснюється всередині інструмента, після побудови зображення Сонця. Якщо помістити перед об'єктивом телескопа непрозорий диск, щоб він «затінив» об'єктив від прямих сонячних променів, то можна істотно знизити розсіяне світло. Однак при цьому світло, що йде з точок, розташованих на малій кутовій відстані від Сонця, попаде лише на невелику частину об'єктива, яка утворює кільце уздовж оправи. Відносна ширина цього кільця визначається кутовою відстанню досліджуваної області корони від Сонця, лінійною відстанню диска від об'єктива l і діаметром об'єктива d. Весь об'єктив буде висвітлюватися випромінюванням, що йде від точки, віддаленої на кут α від краю Сонця, причому α ~ d/l. Ha об'єктив потрапить також сонячне світло, дифраговане на краю зовнішнього диска. Інтенсивність діфрагованого випромінювання становитиме близько 10-3 по відношенню до яскравості сонячного світла, що падає на диск поблизу краю об'єктива. Якщо використати тепер в якості телескопа коронограф Ліо, розсіяне світло в якому може становити 10-6–10-5 від яскравості джерела, що висвітлює об'єктив, то ми будемо мати коронограф, в якому розсіяне світло дуже мале, близько 10-8–10-9 (у відносних одиницях). Ця величина в 1000 разів менша яскравості ідеального гірського неба. Подібний коронограф з «зовнішнім затемненням» був запропонований Ліо, а в 1964 р сконструйований в США Ньюкирком і Боліном.
Щоб зменшити кількість світла, дифрагованого на зовнішньому диску, використовувалися кілька дисків, встановлених один за одним. Розрахунки показують, що ставити більше трьох дисків не має сенсу, оскільки подальше збільшення їх числа не зменшує інтенсивність дифрагованого світла, що потрапляє на об'єктив. Крім того, були застосовані різні методи так званої «апподизації» — зменшення кількості дифрагованого світла. Наприклад, якщо край диска зробити зубчастим (зубці, звісно, робляться достатньо дрібними в порівнянні з розмірами диска), то напрям дифрагованих променів змінюється так, що частина їх проходить повз об'єктив. Настільки мале інструментальне розсіяне світло в коронографі «із зовнішнім затемненням» робить доцільним його застосування для спостережень корони з борту космічних апаратів або аеростатів, за умов малої інтенсивності випромінювання неба. Спостереження з аеростата проводилися французьким астрономом Дольфюссом з його співробітниками (1971), а в космосі — американськими дослідниками з борта орбітальної обсерваторії «Скайлеб». Істотним недоліком коронографа «із зовнішнім затемненням» є малі по розміру об'єктиви (малі діаметр і фокусна відстань), що знижують його роздільну здатність. Це пов'язано з тим, що при допустимих розмірах всього приладу в цілому відстань від затемнюючих дисків до об'єктива має бути істотно більшою ніж фокусна відстань об'єктива. Коронограф «із зовнішнім затемненням», сконструйований Ньюкирком і Боліном, мав головний об'єктив діаметром 33 мм з фокусною відстанню 35 см, відстань від «місяця» до об'єктива становила 2,3 м.

## Коронографи в обсерваторіях світу
В кримській астрофізичній обсерваторії знаходиться коронограф КГ-2. Детальна інформація про його параметри та зображення наведено на офіційній сторінці.

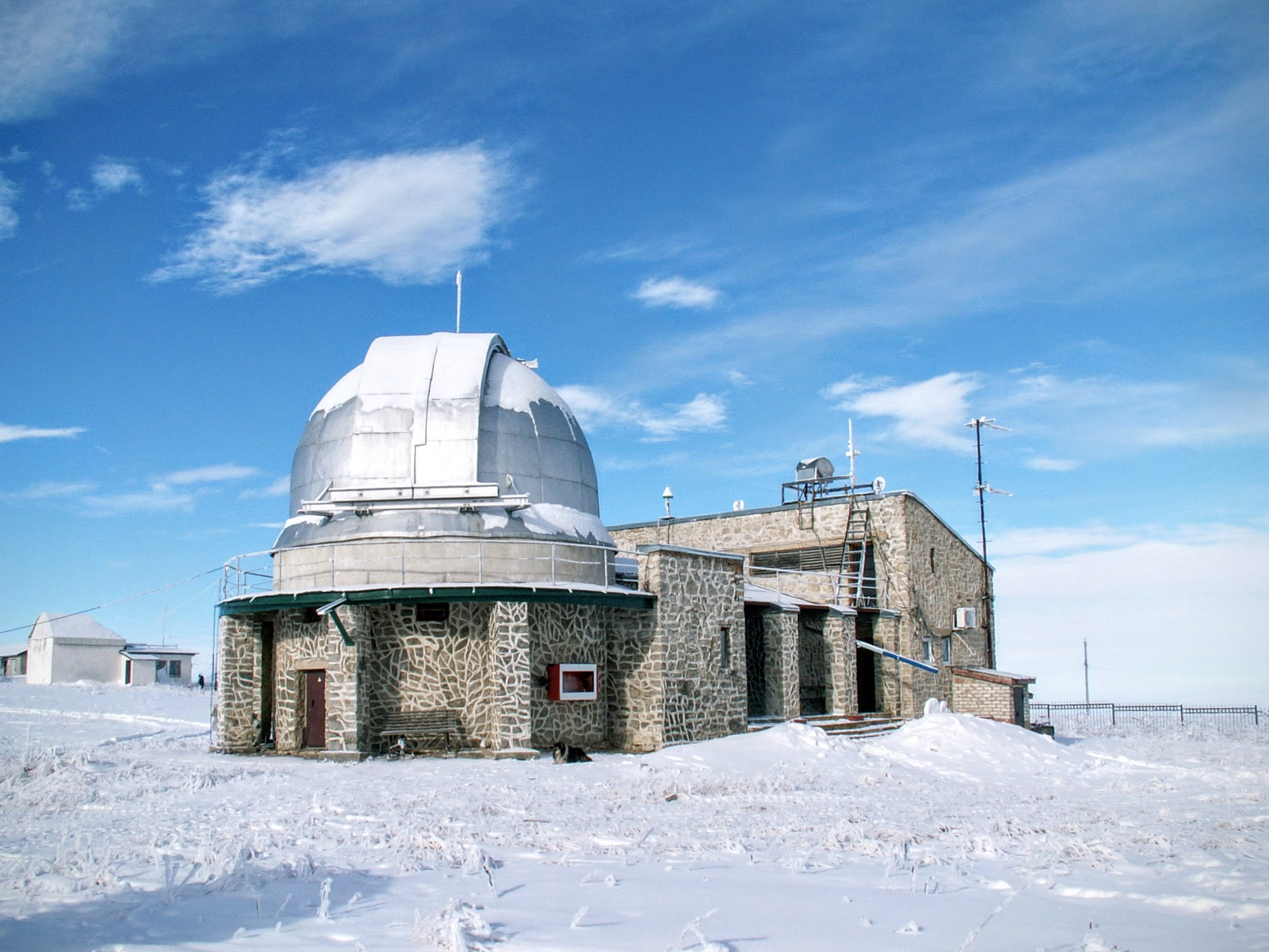
Коронограф в Кисловодській астрономічній обсерваторії

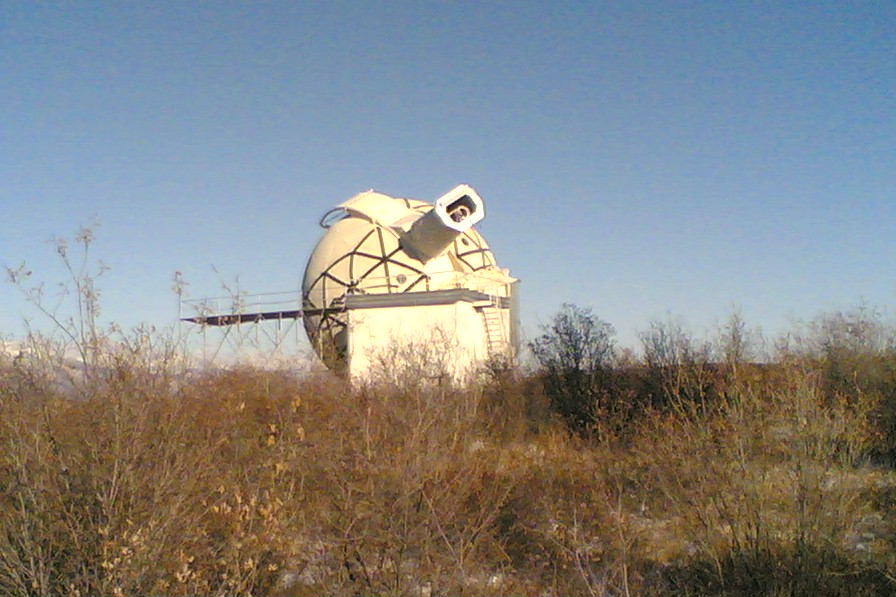
Коронограф в Саянській астрономічній обсерваторії

## Див також
Список сонячних бур